# 藤澤忠伸
藤澤 忠伸（ふじさわ ただのぶ、1979年5月25日 - ）は、日本のプロレスラー。

## 経歴
- 栗栖正伸トレーニングジムでトレーニングを積む。
- 2000年11月12日、栗栖ジム所属選手として苅田土地改良記念会館の対白虎戦でデビュー。
- 2006年12月1日、KAIENTAI DOJOに入団。
- 2012年3月25日、東成区民センターで自主興行「武骨」を開催。
- 同年、K-DOJOを退団。
- 2023年1月29日、武骨がプロレス団体化することを発表。

## 得意技
スライディングスター
武骨落とし
忘れ物
スピアー

## 入場曲
- Be Nothing

## タイトル歴
- 千葉6人タッグ王座